# Green Bay Packers
Green Bay Packers – zawodowy zespół futbolu amerykańskiego z siedzibą w Green Bay, w stanie Wisconsin. Drużyna jest członkiem Dywizji Północnej konferencji NFC ligi NFL. Packers są ostatnim zawodowym zespołem pochodzącym z „małego miasta” – choć w latach 20. XX wieku, w początkach NFL, taki model klubu był najpowszechniejszy w lidze. Choć Green Bay jest zdecydowanie najmniejszym rynkiem medialnym w porównaniu z jakąkolwiek inną siedzibą drużyny dużej zawodowej ligi sportowej w Stanach Zjednoczonych, za fanów zespołu uważają się także mieszkańcy całego Milwaukee i większości Wisconsin.

## Historia

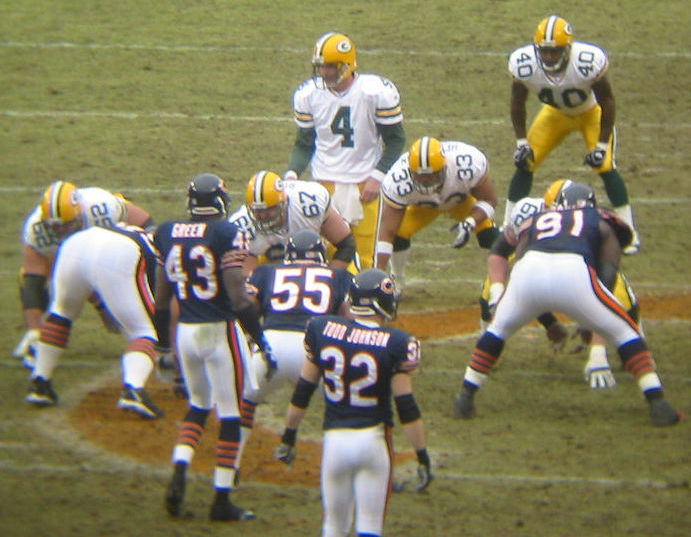
Scena z meczu pomiędzy Chicago Bears i Green Bay Packers

Klub został założony w dniu 11 sierpnia 1919 roku przez byłego zawodnika drużyny uniwersyteckiej Notre Dame Fighting Irish Curly’ego Lambeau i dziennikarza George´a Whitney Calhouna. Lambeau zyskał fundusze na klub od firmy Indian Packing Company. Dano mu 250 dolarów na stroje i wyposażenie, pod warunkiem, że zespół będzie miał nazwę nawiązującą do nazwy firmy. Dzisiaj „Green Bay Packers” jest najstarszą nadal używaną nazwą zespołu w NFL.
Packers zdecydowali się na pełne zawodowstwo i wstąpienie do NFL w roku 1921.
Drużyna ma największą liczbę (13) zdobytych tytułów mistrzowskich w całym NFL: 9 Mistrzostw NFL oraz 4 wygrane finały: Super Bowl I, Super Bowl II, Super Bowl XXXI, Super Bowl XLV.
Packers są obecnie jedynym (we wszystkich wielkich zawodowych ligach sportowych w USA!) klubem typu non-profit, którego akcje są w posiadaniu prywatnych akcjonariuszy – głównie lokalnych fanów drużyny.

## Skład
| OFENSYWA Rozgrywający - 12 Aaron Rodgers - 10 Matt Flynn - 6 Graham Harrell Biegajacy - 25 Ryan Grant RB - 35 Korey Hall FB - 32 Brandon Jackson RB - 30 John Kuhn FB/RB - 45 Quinn Johnson FB - 39 James Johnson RB Skrzydłowi - 80 Donald Driver - 85 Greg Jennings - 89 James Jones - 87 Jordy Nelson - 16 Brett Swain - 11 Chastin West Końcowi - 88 Jermichael Finley - 86 Donald Lee - 83 Tom Crabtree - 81 Andrew Quarless Linia Ofensywna - 76 Chad Clifton T - 73 Daryn Colledge G - 63 Scott Wells C - 71 Josh Sitton G - 65 Mark Tauscher T - 70 T.J. Lang T/G - 72 Jason Spitz C/G - 75 Bryan Bulaga T/G - 67 Nick McDonald G - 74 Marshall Newhouse G/T - 68 Breno Giacomini T - 69 Chris Campbell T Niezdolny do gry - 44 James Starks RB |  | DEFENSYWA (ustawienie 3-4) Linia Defensywna - 77 Cullen Jenkins DE - 90 B.J. Raji NT/DE - 79 Ryan Pickett DE/NT - 91 Justin Harrell DE - 96 Mike Neal DE - 98 Clifford James Wilson NT Linebackers - 52 Clay Matthews OLB - 50 A.J. Hawk ILB/OLB - 56 Nick Barnett ILB - 59 Brad Jones OLB - 51 Brady Poppinga OLB - 54 Brandon Chillar ILB - 55 Desmont Hishop ILB - 58 Frank Zombo OLB - 53 Maurice Simpkins LB - 49 Robert Francois ILB Tylni Obrońcy - 21 Charles Woodson CB - 38 Tramon Wiliams CB - 36 Nick Collins FS - 42 Morgan Burnett SS - 37 Sam ShieldsCB - 33 Brandon Underwood CB - 29 Derick Martin FS/SS - 26 Charlie Peprah CB - 22 Pat Lee CB - 24 Jarrett Bush CB Niezdolni do gry - 20 Atari Bigby SS - 31 Al Harris CB Kontuzjowany rezerwowy - Josh Bell CB Zawieszony - Johny Jolly DE zaw. na czas nieokreślony \| Legenda Zawodnicy pierwszego składu Zawodnicy poza składem meczowym \| \| ------------------------------------------------------------------- \| |  | FORMACJE SPECJALNE Kopacze - 2 Mason Crosby K - 8 Tim Masthay P Long Snapper - 61 Brett Goode |
| Legenda Zawodnicy pierwszego składu Zawodnicy poza składem meczowym |  | |  |                                                                                               |